# Ґрабово-Косьцерське
Ґрабово-Косьцерське (пол. Grabowo Kościerskie, нім. Altgrabau) — село в Польщі, у гміні Нова Карчма Косьцерського повіту Поморського воєводства.
Населення — 1165 осіб (2011).
У 1975-1998 роках село належало до Гданського воєводства.

## Демографія
Демографічна структура станом на 31 березня 2011 року:
|          | Загалом | Допрацездатний вік | Працездатний вік | Постпрацездатний вік |
| -------- | ------- | ------------------ | ---------------- | -------------------- |
| Чоловіки | 583     | 146                | 390              | 47                   |
| Жінки    | 582     | 153                | 338              | 91                   |
| Разом    | 1165    | 299                | 728              | 138                  |